# 1981
1981 (MСМLXXXI) е обикновена година, започваща в четвъртък според григорианския календар. Тя е 1981-вата година от новата ера, деветстотин осемдесет и първата от второто хилядолетие и втората от 80-те години на ХХ век.
Съответства на:
- 1430 година по арменския календар
- 7489 година по прабългарския календар
- 6731 година по асирийския календар
- 2931 година по берберския календар
- 1343 година по берманския календар
- 2525 година по будисткия календар
- 5741 – 5742 година по еврейския календар
- 1973 – 1974 година по етиопския календар
- 1359 – 1360 година по иранския календар
- 1401 – 1402 година по ислямския календар
- 4678 – 4679 година по китайския календар
- 1697 – 1698 година по коптския календар
- 4313 година по корейския календар
- 2734 години от основаването на Рим
- 2524 година по тайландския слънчев календар
- 70 година по Чучхе календара

## Събития
- В България се честват 1300 години държавност с комплекс от мероприятия и събития, вкл. изграждането на архитектурен комплекс Създатели на българската държава.
- През 1981 г. е премиерата на филма Капитан Петко войвода.
- Завършен е Паметникът на Бузлуджа.
- Към края на годината Китай става първата държава, достигнала население от 1 милиард души.

### Януари
- 1 януари
  - Гърция влиза в Европейската икономическа общност, предшественик на Европейския съюз.
  - Палау става самоуправляваща се територия.
- 24 януари – Земетресение с магнитуд от 6,8 по Рихтер убива 150 души в Съчуан, Китай.
- 25 януари – По-голямата част от град Лаингсбург в Южна Африка е отнесена за минути от едно от най-силните наводнения, преживявани някога.

### Февруари
- 4 февруари – Гру Харлем Брунтлан става министър-председател на Норвегия.
- 7 февруари – Самолетна катастрофа на летище „Пушкин“ убива 50 души, включително 16-те членове на Тихоокеанския флот на СССР.
- 8 февруари – 20 фена на ФК „Олимпиакос“ и един на ФК „АЕК“ загиват, а 54 са ранени след блъсканица на стадион Караискакис в Пирея, Гърция.
- 17-22 февруари – Папа Йоан Павел II е на посещение във Филипините.
- 24 февруари – Земетресение с магнитуд 6,7 по Рихтер удря Атина, убивайки 22 души, ранявайки около 400 души и разрушавайки над 4000 къщи.

### Март
- 8 март – Аугусто Пиночет става президент на Чили за следващите 8 години.
- 29 март – Първият Лондонски маратон започва.
- 30 март – Извършено е покушение срещу президента на САЩ Роналд Рейгън.

### Април
- 11 април – Бунтът в Брикстън: Размирници в Лондон, Обединеното кралство, хвърлят бензинови бомби, атакуват полицията и плячкосват магазини.
- 12 април – Космическата совалка Колумбия, с астронавтите на НАСА Джон Йънг и Робърт Крипън, старира в мисията STS-14 и се завръща на Земята на 14 април. Това е първият път, когато космически кораб за многократна употреба с екипаж се връща от орбита.

### Май
- 4 май – Излъчена е премиерата на филма Мера според мера.
- 13 май – Папа Йоан Павел II е застрелян от Мехмет Али Агджа, турски стрелец, докато влиза на площад Свети Петър във Ватикана, за да говори пред публиката.
- 22 май – Серийният убиец Питър Сътклиф е признат за виновен и осъден на доживотен затвор по 13 обвинения в убийство и 7 в опит за убийство.

### Юни
- 7 юни – Израел бомбардира за първи път иракската ядрена централа в Озирак с 8 нейни летателни апарата и 6 от тип F-16.
- 18 юни – Основана е Асоциацията на карибските държави.
- 22 юни – Иранският президент Аболхасан Банисадр е свален.

### Юли
- 7 юли – Президентът на САЩ Роналд Рейгън номинира първата жена, Сандра Дей О'Конър, във Върховния съд на Съединените щати.
- 10 юли – Махадир бин Мохамад става 4-ти министър-председател на Малайзия.
- 17 юли – Израелските самолети бомбардират Бейрут, унищожавайки многоетажни жилищни блокове, съдържащи офиси на групи, свързани с ООП, убивайки приблизително 300 цивилни и довеждайки до световно осъждане и ембарго на САЩ върху износа на самолети за Израел.
- 27 юли – Докато каца на международното летище „Чихуахуа“, самолетът при полет 230 на „Аеромексико“ се отклонява от пистата и се разбива, убивайки 32-ма от 66 пътници и екипаж на борда.

### Август
- 1 август – Създадена е най-гледаната музикална телевизия в днешно време – MTV.
- 24 август – Марк Дейвид Чапман е осъден от 20 години до доживотен затвор след като се признава виновен за убийството на Джон Ленън осем месеца по-рано.

### Септември
- 1 септември – Грегорио Алварес става президент на Уругвай.
- 21 септември – Белиз, бивш Британски Хондурас, получава своята независимост от Обединеното кралство.
- 22 септември – Паметникът на незнайния воин в София е открит с голямо военно тържество.
- 26 септември – Пътническият самолет Boeing 767 извършва първия си полет.

### Октомври
- 6 октомври – Президентът на Египет Ануар Садат е убит.
- 9 октомври – Официално е отменено смъртното наказание във Франция.
- 14 октомври – Вицепрезидентът на Египет Хосни Мубарак става президент след покушението срещу Ануар Садат.
- 19 октомври – Излъчена е премиерата на филма Хан Аспарух.
- 20 октомври – Състои се главното честване на 1300 години България във все още не напълно завършения Национален дворец на културата.
- 21 октомври – Андреас Папандреу става министър-председател на Гърция.
- 28 октомври –  В Лос Анджелис, САЩ датският барабанист Ларс Улрих и американският китарист Джеймс Хетфийлд основават траш/хевиметъл групата Металика.

### Ноември
- 1 ноември – Антигуа и Барбуда получава независимост от Обединеното кралство.
- 9 ноември – Робството в Мавритания е премахнато.
- 17 ноември – Самолетът „Туполев Ту-154“, който изпълнява полет 3603 на „Аерофлот“, се разбива в терена при опит за кацане на летището в Норилск и убива 95 пътници и 4 члена на екипаж на борда.
- 23 ноември – Обединеното кралство преживява най-голямата серия от торнада някога в цяла Европа.

### Декември
- 10 декември – По време на Министерската сесия на Северноатлантическия съвет в Брюксел, Испания подписва Протокола за присъединяване към НАТО.

## Родени

### Неизвестна дата
- Николай Станоев, български актьор

### Януари
- 2 януари – Максимилиано Родригес, аржентински футболист
- 8 януари – Женевив Кортес, американска актриса
- 12 януари – Мартин Герасков, български актьор
- 15 януари – Бианка Гуачеро, италианска актриса
- 16 януари
  - Соня Немска, българска попфолк певица
  - Боби Замора, английски футболист
- 20 януари – Оуен Харгрийвс, английски футболист
- 21 януари – Ивелина Колева, българска фолклорна певица
- 25 януари – Тоше Проески, македонски поп певец († 2007 г.)
- 27 януари – Алиша Молик, австралийска тенисистка
- 28 януари – Марко Бабич, хърватски футболист
- 30 януари 
  - Димитър Бербатов, български футболист
  - Питър Крауч, английски футболист
- 31 януари – Джъстин Тимбърлейк, американски поп певец и актьор

### Февруари
- 2 февруари – Ду Бала, бразилски футболист
- 5 февруари – Жули Зенати, френска певица
- 9 февруари – Тодор Барболов, български юрист и политик
- 11 февруари – Кели Роуланд, американска R&B певица
- 15 февруари 
  - Емил Гъргоров, български футболист
  - Еурелио Гомеш, бразилски футболист
  - Оливия, американска певица
- 16 февруари – Стефан Костадинов, български футболист
- 17 февруари – Парис Хилтън, американска актриса, певица и писателка
- 18 февруари – Андрей Кириленко, руски баскетболист
- 20 февруари
  - Елизабет Гьоргъл, австрийска скиорка
  - Антъни Хибърт, английски футболист
- 21 февруари – Флор Янсен, нидерландска певица
- 24 февруари – Лейтън Хюит, австралийски тенисист
- 25 февруари – Пак Чи-сън, южнокорейски футболист
- 28 февруари – Флоран Сера, френски тенисист

### Март
- 10 март – Самюел Ето'о, камерунски футболист
- 11 март – Летоя Лъкет, американска R&B певица
- 12 март – Кента Кобаяши, японски кечист
- 13 март 
  - Стивън Магуайър, шотландски играч на снукър
  - Петър Златинов, български футболист
- 19 март – Коло Туре, котдивоарски футболист
- 20 март – Станислав Генчев, български футболист
- 24 март 
  - Анна Багряна, украинска писателка
  - Орещеш Жуниор Алвеш, бразилски футболист
- 28 март – Джулия Стайлс, американска актриса
- 29 март – Деси Добрева, българска певица

### Април
- 1 април – Васил Каламов, български футболист
- 2 април – Бетани Джой Ленц, американска актриса, певица, продуцент и режисьор
- 5 април – Станислав Стоянов, български политик
- 11 април – Алесандра Амброзио, бразилски модел
- 15 април – Иво Максимов, български футболист
- 19 април 
  - Мартин Хавлат, чешки хокеист
  - Хейдън Кристенсен, канадски актьор
  - Христина Георгиева, български политик и психолог
- 25 април – Фелипе Маса, бразилски пилот от Формула 1
- 26 април – Ивена, българска попфолк певица
- 28 април – Джесика Алба, американска актриса
- 30 април - Джон О'Шей, ирландски футболист

### Май
- 1 май – Александър Хлеб, беларуски футболист
- 3 май – Фара Франклин, американска R&B певица
- 4 май – Кубрат Пулев, български боксьор
- 5 май – Крейг Дейвид, английски поп певец, диджей и продуцент
- 8 май – Каан Урганджъоулу, турски актьор
- 10 май – Петер Ач, унгарски шахматист
- 11 май – Лорън Джаксън, австралийска баскетболистка
- 13 май – Съни Леоне, канадско-американска порнографска актриса и модел
- 15 май – Патрис Евра, френски футболист
- 16 май – Джоузеф Морган, английски актьор
- 17 май – Владан Груич, босненски футболист
- 18 май – Маамаду Диара, малийски футболист
- 19 май – Матеуш Даменцки, полски актьор
- 20 май – Икер Касияс, испански футболен вратар
- 21 май – Беладона, американска порнографска актриса
- 22 май – Брайън Даниълсън, американски кечист
- 26 май
  - Ирини Меркури, гръцка певица
  - Исаак Слейд, американски рок певец
- 27 май – Йозгюр Чевик, турски актьор и рок певец
- 29 май – Андрей Аршавин, руски футболист

### Юни
- 2 юни – Николай Давиденко, руски тенисист
- 7 юни - Анна Курникова, руска тенисистка
- 9 юни 
  - Натали Портман, израелско-американска актриса
  - Калин Врачански, български актьор
- 12 юни
  - Адриана Лима, бразилски модел
  - Дейвид Гилбърт, английски професионален играч на снукър
- 13 юни – Крис Евънс, американски актьор и режисьор
- 15 юни – Били Мартин, американски музикант
- 17 юни – Иван Колчагов, български волейболист

### Юли
- 3 юли – Ангел Игов, български писател, преводач и журналист
- 6 юли – Георги Бижев, български футболист
- 10 юли – Александър Тунчев, български футболист
- 11 юли – Александра Фол, българска композиторка
- 16 юли - Ивайла Бакалова, български модел
- 17 юли – Смилен Мляков, български волейболист
- 24 юли – Съмър Глау, американска танцьорка и актриса
- 27 юли – Йордан Тодоров, български футболист
- 29 юли – Фернандо Алонсо, испански пилот от Формула 1
- 31 юли – Матю Сандърс, американски певец под псевдонима М. Шадоус

### Август
- 1 август – Стивън Хънт, ирландски футболист
- 3 август – Георги Даскалов, български футболист
- 4 август – Владимир Атъпов, български волейболист
- 6 август – Адриан Нартеа, румънски актьор и модел
- 8 август 
  - Роджър Федерер, швейцарски тенисист
  - Харел Скаат, израелски певец
- 9 август – Роланд Линц, австрийски футболист
- 12 август – Джибрил Сисе, френски футболист
- 16 август – Тейлър Рейн, американска порнографска актриса
- 17 август – Дани Гуиса, испански футболист
- 22 август – Добрин Орловски, български футболист
- 23 август – Кармен Лувана, американска порнографска актриса
- 24 август – Чад Майкъл Мъри, американски актьор
- 25 август
  - Сечкин Йоздемир, турски актьор, телевизионен и радио водещ, музикант и диджей
  - Рейчъл Билсън, американска актриса
- 29 август – Лани Барби, канадска порнографска актриса

### Септември
- 4 септември – Бийонсе, американска поп и R&B певица и актриса
- 5 септември 
  - Георги Илиев, български футболист
  - Томи Портимо, финландски музикант
- 8 септември – Мортен Гамст Педешен, норвежки футболист
- 9 септември
  - Сандра Шайн, унгарска порнографска актриса
  - Мирослав Иванов, български футболист
- 10 септември – Иван Редовски, български футболист
- 11 септември – Андреа Досена, италиански футболист
- 13 септември – Севим Али, български политик
- 14 септември – Ашли Робъртс, американска поп певица, актриса, модел и танцьорка
- 17 септември – Бакари Коне, котдивоарски футболист
- 24 септември – Диляна Попова, български фотомодел и актриса
- 26 септември – Серина Уилямс, американска тенисистка
- 30 септември – Райна, българска попфолк певица

### Октомври
- 1 октомври – Жулио Баптища, бразилски футболист
- 3 октомври – Златан Ибрахимович, шведски футболист
- 7 октомври
  - Диану, бразилски футболист
  - Джелена Дженсън, американска порнографска актриса
- 10 октомври – Николай Илиев, български актьор, сценарист и режисьор
- 12 октомври – Енгин Акюрек, турски актьор
- 14 октомври – Васимир Радулов, български предприемач и политик
- 15 октомври
  - Кийша Коул, американска R&B певица
  - Елена Дементиева, руска тенисистка
- 19 октомври – Хейки Ковалайнен, финландски пилот от Формула 1
- 21 октомври
  - Кармела Бинг, американска порнографска актриса
  - Неманя Видич, сръбски футболист
- 24 октомври – Валери Димитров, български каратист
- 25 октомври – Шон Райт-Филипс, английски футболист
- 27 октомври – Джени Далман, финландски модел
- 28 октомври – Милан Барош, чешки футболист
- 30 октомври – Чон Джи-хьон, южнокорейска актриса

### Ноември
- 1 ноември – Латавия Робърсън, американска певица
- 5 ноември – Джемал Берберович, босненски футболист
- 7 ноември — Лионел Кокс, белгийски стрелец
- 8 ноември – Емануела, българска попфолк певица
- 18 ноември – Витория Пучини, италианска актриса
- 20 ноември – Кимбърли Уолш, английска поп певица
- 25 ноември – Шаби Алонсо, испански футболист
- 30 ноември – Евгени Курдов, български футболист

### Декември
- 2 декември – Бритни Спиърс, американска поп певица
- 3 декември – Давид Виля, испански футболист
- 6 декември
  - Федерико Балдзарети, италиански футболист
  - София Санти, канадска порнографска актриса
- 7 декември – Туба Юнсал, турска актриса и модел
- 8 декември – Азра Акън, турско-нидерландска актриса и манекенка
- 11 декември – Хавиер Савиола, аржентински футболист
- 13 декември – Ейми Лий, американска рок певица
- 15 декември 
  - Нажуа Белизел, мароканско-френска поп рок/електро певица
  - Петър Кюмюрджиев, български футболист
  - Роман Павлюченко, руски футболист
  - Денислав Сотиров, български футболист
- 17 декември
  - Толгахан Сайъшман, турски актьор и модел
  - Тим Вийзе, немски футболист
- 21 декември 
  - Благой Георгиев, български футболист
  - Жулиен Бенето, френски тенисист
- 22 декември – Петър Тишкин, български журналист
- 24 декември – Дима Билан, руски поп певец
- 25 декември – Соня Йончева, българска оперна певица
- 27 декември – Емили дьо Равин, австралийска актриса
- 28 декември – Халид Буларуз, нидерландски футболист
- 31 декември – Дениз Чакър, турска актриса

## Починали

### Неизвестна дата
- Никола Андонов, български художник (р. 1887 г.)

### Януари
- 5 януари – Харолд Юри, американски химик и физикохимик, лауреат на Нобелова награда за химия през 1934 г. (р. 1893 г.)
- 6 януари – Арчибалд Кронин, шотландски писател (р. 1896 г.)
- 8 януари
  - Шигеру Егами, японски каратист (р. 1912 г.)
  - Александър Котов, руски шахматист (р. 1913 г.)
- 9 януари – Лозан Стрелков, български писател и публицист (р. 1912 г.)
- 20 януари
  - Петър Кантарджиев, български архитект (р. 1893 г.)
  - Иван Апостолов, български юрист (р. 1910 г.)
- 23 януари
  - Роман Руденко, съветски офицер и юрист (р. 1907 г.)
  - Самюъл Барбър, американски композитор (р. 1910 г.)

### Февруари
- 1 февруари – Доналд Дъглас, американски авиоконструктор и инженер (р. 1892 г.)
- 9 февруари – Бил Хейли, американски рок музикант (р. 1925 г.)
- 18 февруари – Христо Коджабашев, български актьор (р. 1888 г.)
- 24 февруари – Георги Наджаков, български физик (р. 1897 г.)

### Март
- 15 март – Рене Клер, френски режисьор и сценарист (р. 1898 г.)
- 23 март – Клод Окинлек, английски офицер (р. 1884 г.)

### Април
- 12 април – Джо Луис, американски боксьор (р. 1914 г.)
- 18 април – Димитър Осинин, български писател (р. 1891 г.)
- 30 април – Петер Хухел, германски поет и публицист (р. 1903 г.)

### Май
- 11 май – Боб Марли, ямайски певец и китарист (р. 1945 г.)
- 15 май – Андрей Германов, български поет и преводач (р. 1932 г.)
- 18 май – Уилям Сароян, арменско-американски писател (р. 1908 г.)
- 20 май – Доситей, македонски духовник, глава на Македонската православна църква (р. 1906 г.)
- 30 май – Зиаур Рахман, бангладешски политик (р. 1936 г.)

### Юни
- 17 юни – Сър Ричард О'Конър, английски генерал (р. 1889 г.)
- 19 юни – Драгомир Асенов, български писател (р. 1926 г.)
- 21 юни – Асен Василиев, български изкуствовед и художник (р. 1900 г.)
- 28 юни – Тери Фокс, канадски параатлет (р. 1958 г.)
- 29 юни – Васила Вълчева, българска народна певица (р. 1906 г.)

### Юли
- 12 юли – Борис Полевой, руски писател, журналист и офицер (р. 1908 г.)
- 14 юли – Петер фон Трамин, австрийски писател и преводач (р. 1932 г.)
- 20 юли - Абрам Кардинер, американски лекар и психоаналитик (р. 1891 г.)
- 21 юли – Людмила Живкова, български политик (р. 1942 г.)
- 26 юли – Методи Кецкаров, български скулптор и художник (р. 1904 г.)
- 27 юли – Уилям Уайлър, американски режисьор, сценарист и продуцент (р. 1902 г.)

### Август
- 18 август – Анита Лус, американска писателка, сценарист и драматург (р. 1889 г.)
- 27 август – Валерий Харламов, съветски играч на хокей на лед (р. 1948 г.)
- 28 август – Патрик Футуна, ирландски писател (р. 1947 г.)

### Септември
- 1 септември – Алберт Шпеер, германски архитект и политик (р. 1905 г.)
- 8 септември – Хидеки Юкава, японски физик, лауреат на Нобелова награда за физика през 1949 г. (р. 1907 г.)
- 12 септември – Еудженио Монтале, италиански поет, лауреат на Нобелова награда за литература през 1975 г. (р. 1896 г.)
- 29 септември – Бил Шанкли, шотландски футболист и треньор по футбол (р. 1913 г.)

### Октомври
- 4 октомври – Петър Димков, български военен деец и народен лечител (р. 1886 г.)
- 6 октомври – Ануар Садат, египетски политик (р. 1918 г.)
- 7 октомври – Александър Запорожец, руски психолог (р. 1905 г.)
- 16 октомври – Моше Даян, израелски офицер и политик (р. 1915 г.)

### Ноември
- 3 ноември – Едвард Коцбек, словенски поет, писател и публицист (р. 1904 г.)
- 9 ноември – Димитър Стоевски, български писател и преводач (р. 1902 г.)
- 12 ноември
  - Херман Пилник, аржентински шахматист (р. 1914 г.)
  - Уилям Холдън, американски актьор (р. 1918 г.)
- 22 ноември – Ханс Кребс, германски лекар и биохимик, лауреат на Нобелова награда за физиология или медицина през 1953 г. (р. 1900 г.)
- 25 ноември – Иван Хаджирачев, български актьор (р. 1927 г.)
- 26 ноември – Макс Еве, нидерландски шахматист, шахматен съдия и учен (р. 1901 г.)
- 29 ноември – Натали Ууд, руско-американска актриса (р. 1938 г.)

### Декември
- 19 декември
  - Петър Сарийски, български духовник (р. 1912 г.)
  - Селма Фрайберг, американско-датски психоаналитик (р. 1918 г.)
- 26 декември – Амбър Рийвс, ново зеландско-американска писателка (р. 1887 г.)

## Нобелови награди
- Физика – Николас Блумберген, Артур Леонард Шавлов, Кай Зигбан
- Химия – Кеничи Фукуи, Роалд Хофман
- Физиология или медицина – Роджър Спери, Дейвид Хюбъл, Торстен Висел
- Литература – Елиас Канети
- Мир – Върховен комисариат на ООН за бежанците
- Икономика – Джеймс Тобин